# Josep Campmany i Guillot
Josep Campmany i Guillot (Gavà, 1966 — Castelldefels, 13 de desembre de 2024) va ser un físic, investigador científic i activista cultural català. Doctor en Física Aplicada (1994), va ser un dels fundadors de la Font de Llum de Sincrotró Alba a Cerdanyola, on va dirigir la secció d'inserció d'acceleradors. Aquesta instal·lació, inaugurada el 2010, és una de les més importants d'Europa. Campmany va defensar la internacionalització del sincrotró Alba. A Gavà, va ser regidor i portaveu d’Esquerra Republicana de Catalunya, i va contribuir a fer créixer la formació local fins a convertir-la en la segona força política el 2019. També va fundar el Centre d’Estudis de Gavà, centrant-se en la recerca històrica del Baix Llobregat, incloent-hi treballs innovadors sobre el 1714 i la fundació del FC Gavà. Va ser el coordinador de Materials del Baix Llobregat, una revista dedicada a la reflexió i anàlisi de la comarca, publicada pel Centre d'Estudis Comarcals del Baix Llobregat. Va escriure una desena de llibres sobre història local i prop de noranta articles, especialment centrats en l'edat moderna.
L’any 2022, va rebre el Premi Recercat per la seva trajectòria en la recerca i la difusió cultural.